# آک-کوبا
آک-کوبا (به لاتین: Ak-Koba) یک منطقهٔ مسکونی در روسیه است که در جمهوری آلتای واقع شده‌است.